# Ugo Piperno
Ugo Piperno (Livorno, 27 marzo 1871 – Casalecchio di Reno, 4 maggio 1922) è stato un attore italiano.

## Biografia
Studiò alla Scuola di recitazione dell'Accademia dei Nascenti di Livorno. Debuttò sulle scene l'11 febbraio 1891 nella compagnia di Cesare Rossi come secondo brillante, proseguì nella compagnia Zerri-Favi-Marchetti come generico (1891), nella compagnia Zerri-Fantecilli-Drago come secondo caratterista e generico (1894), nella compagnia Rosaspina-Rossi (1895). Nel 1895, in autunno, con Irma Gramatica nella compagnia diretta da Luigi Biagi. Nella compagnia di Ermete Zacconi come generico primario (1896), nella compagnia di Tina Di Lorenzo (1897-99), nella compagnia Talli-Gramatica-Calabresi (1900), nella compagnia Falconi-Di Lorenzo (1901-03) con la quale partecipò alla prima assoluta di Romanticismo di Gerolamo Rovetta. Nella compagnia di Virginia Reiter (1903-06), nella compagnia Ruggeri-Gramatica (1906-09), nella compagnia Andò-Paoli-Gandusio (1909-12).
Ormai arrivato alla notorietà nel 1912 Piperno costituì una propria compagnia, la Gandusio-Borelli-Piperno, per il triennio 1912-15. Con questa Compagnia presentò La piccola cioccolataia di Paul Gavault in occasione della riapertura del Teatro Carignano di Torino. Il 19 febbraio 1915 al Teatro Dal Verme di Milano, con i più importanti attori italiani dell'epoca, partecipò alla rappresentazione di Goldoni e le sue sedici commedie nuove di Paolo Ferrari, nella parte di Medebac, in onore di Virginia Reiter e di Ermete Novelli che si ritiravano dalle scene. L'incasso della serata, oltre 26 000 Lire, venne devoluto in parti uguali a favore dei danneggiati dal Terremoto della Marsica e di tre sodalizi degli artisti drammatici.
Terminato il trienno costituì una nuova Compagnia, la Gramatica-Carini-Gandusio-Piperno (1915-16), nella quale debuttò il sedicenne Renzo Ricci. Poi la compagnia Lyda Borelli-Ugo Piperno (1916-17), la compagnia Alda Borelli-Ugo Piperno (1920). Nell'anno 1921 Piperno, già malato, costituì una nuova compagnia con Maria Melato.
Nel corso della Prima guerra mondiale fu molto attivo nell'organizzare raccolte fondi a favore dei mutilati e della Croce Rossa, o per il conforto dei convalescenti. Nell'agosto-settembre 1917 il Genio militare costruì tre teatri in legno nella zona del Carso, il Teatro del Soldato, a beneficio dei militari al fronte; Ugo Piperno partecipò per alcune recite come tanti altri artisti, non solo teatrali.
Il debutto sul grande schermo avvenne nel 1914 in Retaggio d'odio per la Cines al fianco di Maria Carmi e ne La donna nuda al fianco di Lyda Borelli, con la quale in quel periodo faceva compagnia in teatro. Nel 1919, con Francesca Bertini, interpretò Spiritismo e La contessa Sara. Tra le ultime interpretazioni cinematografiche, nel 1920, Papà Lebonnard e Il rosso e il nero, al fianco di Maria Caserini, entrambe per la regia di Mario Bonnard.

## Teatro
elenco parziale:

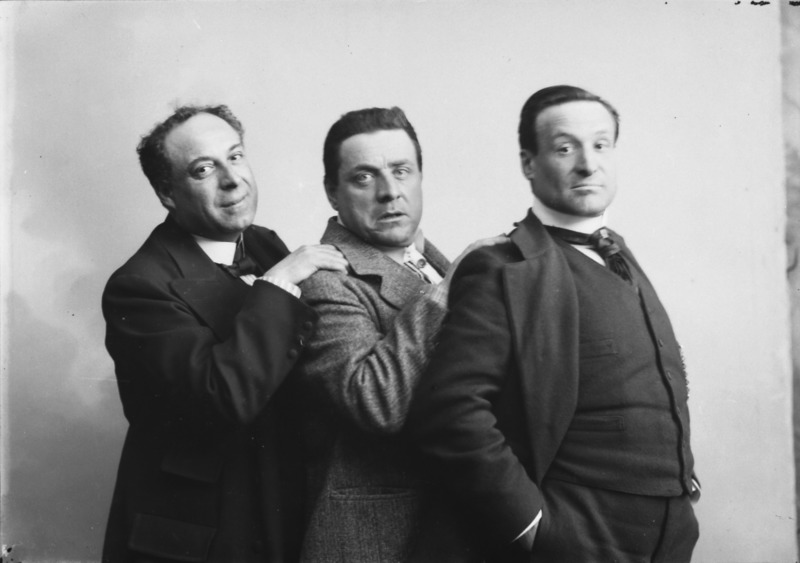
Ugo Piperno, Oreste Calabresi e Cesare Dondini jr.

- La fine di un ideale, di Enrico Annibale Butti, Torino, Teatro Alfieri, 6 ottobre 1898
- Venti lire di cortesia, di Eugenio Checchi, Milano, Teatro Manzoni, 29 novembre 1898
- Un cliente serio, di Georges Courteline, Milano, Teatro Manzoni, 14 dicembre 1898
- Tristi amori, di Giuseppe Giacosa, Milano, Teatro Manzoni, 24 gennaio 1900
- La Clairière, di Maurice Donnay e Lucien Descaves, Torino, Teatro Alfieri, 24 ottobre 1900
- I mariti di Leontina, di Alfred Capus, Milano, Teatro Manzoni, 7 novembre 1900
- La toga rossa, di Eugène Brieux, Milano, Teatro Manzoni, 21 novembre 1900
- Lucifero, di Enrico Annibale Butti, Milano, Teatro Manzoni, 11 dicembre 1900
- Romanticismo, di Gerolamo Rovetta, Torino, Teatro Alfieri, 10 dicembre 1901. Prima assoluta
- Teresa Raquin, di Émile Zola, con Giacinta Pezzana, Torino, Teatro Alfieri, 10 novembre 1902
- Le due scuole, di Alfred Capus, Torino, Teatro Alfieri, 20 novembre 1902
- Sulla soglia, di Giuseppe Baffico, Torino, Teatro Alfieri, 5 dicembre 1902
- Il marchese di Priola, di Henri Lavedan, Milano, Teatro Manzoni, 16 gennaio 1903
- La strega, di Victorien Sardou, Milano, Teatro Manzoni, 4 febbraio 1904
- Le pillole d'Ercole, di Maurice Hennequin e Paul Bilhaud, Torino, Teatro Alfieri, 27 settembre 1904
- La crisi, di Marco Praga, Torino, Teatro Alfieri, 14 ottobre 1904
- Il quieto vivere, di Alfredo Testoni, Torino, Teatro Alfieri, 8 gennaio 1906
- Gli amanti, di Maurice Donnay, Torino, Teatro Alfieri, 4 marzo 1906
- La raffica, di Henri Bernstein, Torino, Teatro Alfieri, 7 marzo 1906
- Occhi azzurri, di Henri Bernstein, Torino, Teatro Alfieri, 9 marzo 1906
- Il giorno della Cresima, di Gerolamo Rovetta, Torino, Teatro Alfieri, 16 marzo 1906
- La Pesta, di Victorien Sardou, Torino, Teatro Alfieri, 30 marzo 1906
- L'idea di Boby, di Maurice de Waleffe, Torino, Teatro Alfieri, 6 aprile 1906
- Rabagas, di Victorien Sardou, Milano, Teatro Manzoni, 9 maggio 1906
- Marcia nuziale, di Henry Bataille, Bologna, Arena del Sole, 17 luglio 1906
- Più che l'amore, di Gabriele D'Annunzio, Torino, Teatro Alfieri, 7 gennaio 1907
- Miquette e sua madre, Gaston de Caillavet e Robert de Flers, Torino, Teatro Alfieri, 14 gennaio 1907
- Il ladro, di Henri Bernstein, Torino, Teatro Alfieri, 4 febbraio 1907
- Sansone (Il padrone delle ferriere), di Henri Bernstein, Milano, Teatro Manzoni, 17 dicembre 1907
- Casa da vendere, di Henri Meilhac e Ludovic Halévy, Torino, Teatro Alfieri, 18 dicembre 1908
- L'ultima istitutrice, di Giulio De Frenzi, Roma, Teatro Valle, 14 maggio 1909
- Molière e sua moglie, di Gerolamo Rovetta, Roma, Teatro Valle, 17 maggio 1909
- La madre, di Giannino Antona Traversi, Roma, Teatro Valle, 24 maggio 1909
- Simona, di Eugène Brieux, Torino, Teatro Alfieri, 17 settembre 1909
- I nostri intimi, di Victorien Sardou, Torino, Teatro Alfieri, 23 settembre 1909
- I due uomini, di Alfred Capus, Torino, Teatro Alfieri, 24 settembre 1909
- Il servitore di due padroni, di Carlo Goldoni, Milano, Teatro Manzoni, 4 dicembre 1909
- Il figlio di Giboyer, di Émile Augier, Torino, Teatro Alfieri, 18 novembre 1910
- La satira e Parini, di Paolo Ferrari, Milano, Teatro Olimpia, 28 giugno 1911
- Papà, di Gaston de Caillavet e Robert de Flers, Milano, Diana, 13 agosto 1912
- La piccola cioccolataia, di Paul Gavault, Torino, Teatro Carignano, 30 settembre 1912
- Un bel matrimonio, di Sacha Guitry, Torino, Teatro Carignano, 22 ottobre 1912
- Gli affari sono gli affari, di Octave Mirbeau, Milano, Teatro Olimpia, 17 maggio 1913
- Il buon ritiro, di A. Gaudrey e H. Clerc, Milano, Teatro Diana, 12 giugno 1913
- La dolce vita, di Arnaldo Fraccaroli, Roma, Teatro Valle, 12 gennaio 1914
- Il ferro, di Gabriele D'Annunzio, Roma, Teatro Valle, 27 gennaio 1914
- Goldoni e le sue sedici commedie nuove, di Paolo Ferrari, Milano, Teatro Dal Verme, 19 febbraio 1915
- Mario e Maria, di Sabatino Lopez, Milano, Teatro Olimpia, 23 aprile 1915
- Il mercato, di Henri Bernstein, Milano, Teatro Olimpia, 20 luglio 1915
- La gelosia, di Sacha Guitry, Milano, Teatro Manzoni, 26 novembre 1915
- Le donne forti, di Victorien Sardou, Milano, Teatro Manzoni, 11 dicembre 1915
- Le Rozeno, di Camillo Antona Traversi, Milano, Teatro Olimpia, 26 settembre 1916
- L'Ondina, di Marco Praga, Milano, Teatro Olimpia, 30 settembre 1916
- Lo zio Sam, di Victorien Sardou, Milano, Teatro Olimpia, 13 ottobre 1916
- Papà Eccellenza, di Gerolamo Rovetta, Milano, Teatro Olimpia, 23 ottobre 1916
- La monella, di Pierre Veber, Milano, Teatro Olimpia, 25 ottobre 1916
- Le nozze dei centauri, di Sem Benelli, Torino, Teatro Carignano, 18 gennaio 1917
- Le tre cene di Pierrot, di Edoardo Augusto Berta, Torino, Teatro Carignano, 6 febbraio 1917
- Mimì, di Arnaldo Fraccaroli, Milano, Teatro Olimpia, 16 ottobre 1917
- Contro corrente, di Alda Borelli, Roma, Teatro Valle, 5 febbraio 1918
- Un sogno d'amore, di Giovanni Kossorotoff, Milano, Teatro Manzoni, 21 settembre 1920
- Villa Anna, di Lodovico Biro, Milano, Teatro Manzoni, 30 settembre 1920
- La danzatrice innamorata, di René Fauchois, Milano, Teatro Manzoni, 4 ottobre 1920

## Cinema
- Retaggio d'odio, regia di Nino Oxilia (1914)
- La donna nuda, regia di Carmine Gallone (1914)
- Rinunzia, regia di Carmine Gallone (1914)
- La casa di nessuno, regia di Enrico Guazzoni (1915)
- La storia dei tredici, regia di Carmine Gallone (1917)
- Il tesoro di Isacco, regia di Mario Caserini (1918)
- Primerose, regia di Mario Caserini (1919)
- La notte del 24 aprile, prodotto da Celio Film (1919)
- L'odissea di Don Giovanni, regia di Vasco Salvini (1919)
- Spiritismo, regia di Camillo De Riso (1919)
- L'agguato della morte, regia di Amleto Palermi (1919)
- La stretta, regia di Mario Bonnard (1919)
- La contessa Sara, regia di Roberto Roberti (1919)
- Cosmopolis, regia di Gaston Ravel (1920)
- Papà Lebonnard, regia di Mario Bonnard (1920)
- Chimere, regia di Baldassarre Negroni (1920)
- Il rosso e il nero, regia di Mario Bonnard (1920)